# Daniella Cicardini
Daniella Valentina Cicardini Milla (née à Copiapó le 31 décembre 1987) est une biologiste marine et femme politique chilienne. Lors des élections parlementaires de 2013 elle a été élue députée du 5e district, correspondant aux communes de Chañaral, Copiapó et Diego de Almagro, après avoir obtenu le soutien des partis politiques de la coalition de centre gauche Nueva Mayoría,.

## Biographie

### Vie personnelle
Elle est la fille du maire de Copiapó Maglio Cicardini Neyra (ex militant du Parti Socialiste) et de Magaly Milla Montaño, conseillère de la même commune.

### Études
Daniella Cicardini a suivi ses études secondaires au Colegio Particular San Lorenzo de Copiapó. Elle a ensuite intégré la Faculté de Sciences de la Mer de l'Université catholique du Nord à Coquimbo et a obtenu son diplôme de Biologiste marine en 2011.

## Critiques
Son lien de parenté avec le Maire de Copiapó est la source de nombreuses critiques, qui voient sa candidature et sa victoire aux élections comme un acte de népotisme.

## Tableau des élections (2013)

### Élections parlementaires de 2013
- Élections parlementaires de 2013 pour les députés du 5e district (Chañaral, Copiapó et Diego de Almagro)[6]

| Candidat                     | Pacte                       | Parti    | Votes  | %     | Résultat |
| ---------------------------- | --------------------------- | -------- | ------ | ----- | -------- |
| Lautaro Carmona Soto         | Nueva Mayoría               | PCCh     | 23.285 | 41,89 | Député   |
| Daniella Cicardini Milla     | Nueva Mayoría               | ILC      | 13.382 | 24,07 | Députée  |
| Alexis Mauricio Roger Barros | Partido Humanista           | PH       | 1.580  | 2,84  |          |
| Federico Fernando Ewert Daza | Si tú quieres, Chile cambia | PRO (es) | 1.372  | 2,46  |          |
| Paulo César Macias Urízar    | Si tú quieres, Chile cambia | PRO      | 988    | 1,77  |          |
| Baldo Violic Astorga         | Alianza                     | RN       | 6.015  | 10,82 |          |
| Carlos Vilches Guzmán        | Alianza                     | UDI      | 8.956  | 16,11 |          |